# Бунина, Елена Игоревна
Елена Игоревна Бунина (род. 12 мая 1976, Москва) — российский и израильский математик. Бывший HR-директор «Яндекса» (с 1 января 2011 до 2 апреля 2022 г.) и генеральный директор «Яндекса» в России (с 1 декабря 2017 по 15 марта 2022 и с 16 марта по 2 апреля 2022 г.), доктор физико-математических наук, бывший профессор кафедры высшей алгебры механико-математического факультета МГУ им. М. В. Ломоносова. С 2022 г. является профессором факультета математики в университете имени Бар Илана и Научным руководителем Y-Data в Израиле.

## Биография
Родилась 12 мая 1976 года в Москве в семье историка и политолога Игоря Михайловича Бунина. Дедушка - учёный, доктор технических наук, профессор Игорь Фёдорович Благовидов. Окончила математический класс пятьдесят седьмой школы, в которой позже преподавала математический анализ.
В 1993 году поступила на механико-математический факультет МГУ и параллельно обучалась математике в математическом колледже Независимого Московского университета. В том же 1993 году стала лауреатом первой премии Московской математической олимпиады среди учащихся 11-го класса.
15 марта 2021 года Указом Президента включена в состав Совета по науке и образованию при Президенте России. 28 июня 2022 года Указом Президента из состава Совета исключена.
В 2022 году переехала в Израиль, занимается математикой и образовательными проектами.

### Научная карьера
По окончании специалитета и НМУ поступила в аспирантуру мехмата МГУ на кафедру высшей алгебры, где под руководством профессора Александра Васильевича Михалёва защитила кандидатскую диссертацию на соискание ученой степени кандидата физико-математических наук на тему «Элементарная эквивалентность линейных и алгебраических групп».
В 2001 году начала преподавать программирование на механико- математическом факультете МГУ, с 2005 года работала на кафедре высшей алгебры МГУ, где преподавала алгебру до 2022 года Также в Московском физико-техническом институте являлась заведующей кафедрой «Анализ данных» ФПМИ до 2022 г..
В 2010 году защитила диссертацию на соискание степени доктора наук по теме «Автоморфизмы и элементарная эквивалентность групп Шевалле и других производных структур».
Автор и соавтор более 50 научных статей по элементарным свойствам алгебраических структур и другим вопросам алгебры и математической логики.  В 2023 году — профессор департамента математики израильского университета имени Бар-Илана.

### Яндекс
К 2007 году «Яндекс» насчитывал сотни человек и испытывал серьёзный кадровый голод, удовлетворить который не могли выпускники технических вузов, не имевшие опыта написания кода для коммерческих продуктов. Попытки основателей компании Аркадия Воложа и Ильи Сегаловича договориться об открытии специализированной кафедры в профильном вузе не увенчались успехом. Университетский научный руководитель Воложа Илья Мучник, много лет работавший в Ратгерском университете, посоветовал предпринимателям создать собственную программистскую школу внутри «Яндекса». В 2007 году в проект Школы анализа данных (ШАД) была приглашена Елена Бунина. Проект оказался успешным: уже в первый год в ШАД поступило 80 человек против запланированных 30, из которых 36 завершили обучение. Всего в 2007—2017 годах школу окончили более 600 человек.
После создания ШАД Бунина возглавила в школе отделение Computer Science и продолжила работу в «Яндексе». В 2008—2011 годах она возглавляла отдел по работе с академическими программами «Яндекса», с 2011 — департамент организационного развития и управления персоналом в должности HR-директора. Неоднократно (в 2012, 2013, 2015 и 2016 годах) Бунина входила в верхние строчки рейтинга лучших директоров по управлению персоналом, составленного ИД «Коммерсантъ» совместно с Ассоциацией менеджеров России.
С 1 декабря 2017 года Бунина стала генеральным директором российского «Яндекса», сменив на этом посту Александра Шульгина.
15 марта 2022 года Бунину на посту гендиректора российского Яндекса сменяет Тигран Худавердян, совмещающий новую должность с должностью управляющего директора всей группы компаний, а Елена остается на должности HR-директора. 16 марта была возвращена на должность гендиректора после ухода с должности попавшего под санкции Тиграна Худавердяна.
2 апреля 2022 года Бунина покинула должность гендиректора Яндекса и уехала из Кипра (где находилась на отдыхе) в Израиль, отметив, что «не может жить в стране, которая воюет со своими соседями». С 2022 г. Бунина — научный руководитель Y-Data.

## Общественная деятельность
Бунина ранее входила в наблюдательный совет АНО «Цифровая экономика», наблюдательный совет НИУ ВШЭ и экспертный совет Всероссийского образовательного центра для одарённых детей «Сириус», расположенного в городе Сочи. В данных составах больше не числится.

## Семья
Замужем, четверо детей.